# Koninkrijk Jeruzalem
Het koninkrijk Jeruzalem was een zogenaamde kruisvaardersstaat, die van 1099 tot 1291 in de historische regio Palestina bestond. Het groeide en kromp naargelang legers van de vorsten en hun bondgenoten, vooral bestaand uit westerse katholieken, in staat waren grondgebied onder controle te brengen en te houden of niet. Op zijn hoogtepunt omvatte het een deel van het huidige Israël (zonder de Negevwoestijn), een smalle corridor langs de Middellandse Zee tot aan rivier de Jordaan en in het noorden het zuidelijke deel van het huidige Libanon met de stad Beiroet.

## Oprichting
Het koninkrijk werd in 1099 door Godfried van Bouillon gesticht, nadat een groot leger van de kruisvaarders de stad Jeruzalem veroverd hadden. Godfried weigerde echter de koningstitel, en noemde zich in plaats daarvan "Beschermer van het Heilig Graf". Na zijn dood werd zijn broer Boudewijn op 25 december 1100 de eerste koning van Jeruzalem, Boudewijn I van Jeruzalem.
Boudewijn breidde het koninkrijk uit met de havensteden Akko, Sidon en Beiroet, en verwierf de opperheerschappij over de andere kruisvaarderstaten in het noorden, het prinsdom Antiochië, het graafschap Edessa en het graafschap Tripoli.
Onder zijn regering groeide het aantal Europese inwoners van het rijk voortdurend aan; men installeerde een katholiek patriarch van Jeruzalem; en de Italiaanse stadstaten Venetië, Pisa en Genua begonnen er een grote rol te spelen. Deze laatste hadden immers met hun vloot de verovering van de havensteden gesteund, en mochten er daarom autonome handelsposten zonder militaire of belastingverplichtingen oprichten. De zo ontluikende handel op Azië bracht het koninkrijk echter ook zonder belastingen een aanzienlijke welvaart op.

## Bloeitijd
Boudewijn I overleed in 1118 zonder erfgenamen en werd opgevolgd door zijn neef Boudewijn II, graaf van Edessa. Ook hij was een bekwaam bestuurder, en alhoewel hij meermalen in moslimhanden viel, werden de grenzen van het rijk onder zijn regering verder uitgebreid. In 1124 veroverde men de stad Tyrus.
Boudewijn II werd in 1131 opgevolgd door zijn dochter Melisende, die samen met haar echtgenoot Fulk (Fulco van Anjou) het koninkrijk regeerde. Onder Fulks bekwame bestuur -hij was een geducht legeraanvoerder- bereikte het koninkrijk zijn hoogtepunt zowel in economisch als in artistiek oogpunt. Zo werd het Psalter van Melisende tussen 1135 en 1143 in opdracht gegeven. Fulk kreeg echter te maken met een nieuwe en gevaarlijk vijand, de atabeg Zengi van Mosoel. Hoewel hij hem van het lijf wist te houden zou hem later door Willem van Tyrus verweten worden de grenzen niet voldoende versterkt te hebben. Fulk overleed aan de gevolgen van een ongeluk gedurende de jacht in 1143. Koningin Melisende werd regentes voor haar oudste zoon en benoemde Mannases van Hierges tot Constabel over het leger.
In 1147 arriveerde de Tweede Kruistocht. De koningen van Frankrijk en Duitsland besloten op hun bijeenkomst in Tripoli de Emir van Damascus aan te vallen die tot dusver vriendelijke betrekkingen met Jeruzalem had onderhouden en zelfs een vredesverdrag met Jeruzalem gesloten had. De reden was simpel: Damascus was een makkelijke prooi. Protesten van de koningin en andere kruisvaarderstaten mochten niet baten. Zij hadden veel liever een aanval op Aleppo gezien omdat zo de herovering van Edessa een stapje dichterbij zou gekomen zijn. De Kruistocht liep in 1148 op een nederlaag uit en verzandde. Melisende bleef aan de macht totdat zij door haar zoon Boudewijn III 1153 gedwongen werd het veld te ruimen. Toch benoemde hij haar het volgende jaar nog als zijn voornaamste adviseur. Boudewijn veroverde Ascalon op de Fatimiden en zo ging de laatste Egyptische buitenpost op de Palestijnse kust teloor. Toch verslechterde de situatie van de kruisvaarders geleidelijk, vooral nadat Nur ad-Din erin slaagde Damascus in te nemen en geheel Syrië te verenigen. De koning overleefde zijn moeder maar een jaar en stierf in 1162. Hij werd opgevolgd door zijn broer Amalrik I. Hij streed vooral met Nur ad-Din's sluwe dienaar Saladin, die in Egypte de dienst uitmaakte. Hoewel hij de steun genoot van keizer Manuel I van Byzantium slaagde hij er niet in Egypte onder controle te krijgen. Na de dood van Amalrik en Nur ad-Din in 1174 viel de macht in handen van Saladin.

## De val van Jeruzalem
Amalrik werd opgevolgd door zijn 15-jarige zoon Boudewijn IV, die al op jeugdige leeftijd melaatsheid bleek te vertonen. Onder zijn regering begon het koninkrijk scheuren te vertonen. Er vormde zich een factie die zijn neef, graaf Raymond III van Tripoli steunde (de 'adelspartij') met daar tegenover de 'hofpartij' rond Guy van Lusignan die de steun van de koning en de nieuw aangekomenen in het koninkrijk genoot. Boudewijn stierf in 1185 en de kroon ging naar het zoontje van zijn zuster Sibylla, Boudewijn V die slechts een kind was. Zo viel de macht in handen van Sibylla's echtgenoot Guy, wiens bewind een grote ramp voor het koninkrijk bleek te zijn. Zijn nauwe bondgenoot Reinoud van Châtillon, de heer van Transjordanië en het fort van Kerak daagde Saladin uit een openlijk oorlog te beginnen. Bij de Slag bij Hattin werd in 1187 het koninkrijk vernietigd en de maanden die erop volgden liep Saladin het in zijn geheel onder de voet met uitzondering van de havenstad Tyrus die door de nieuwkomer
Koenraad van Montferrato op kundige wijze verdedigd werd.
De val van Jeruzalem zond een schokgolf door geheel Europa en er volgde een Derde Kruistocht. Door toedoen van de Engelse koning Richard Leeuwenhart werden de kuststeden -met name Akko- heroverd en na de Slag bij Arsoef werd in 1192 een verdrag met Saladin gesloten. Koenraad van Montferrat
werd uitgehuwelijkt aan Isabella de dochter van Amalrik I, en werd zo koning van een koninkrijk Jeruzalem, zonder dat deze stad er nog toe behoorde. Koenraad werd echter vrijwel onmiddellijk door de Assassijnen vermoord, waarna Isabella aan Hendrik II van Champagne uitgehuwelijkt werd.

## Het rompkoninkrijk Jeruzalem
De eeuw die erop volgde kende een koninkrijk Jeruzalem dat niet meer dan een restantje was. Het omvatte een aantal kuststeden met als hoofdstad Akko. De Vierde Kruistocht 1204 bracht daarin geen verbetering. Integendeel, door de intriges van de Venetiaanse doge werd Constantinopel aangevallen en dat ondermijnde de positie van de kruisvaarders nog meer. Isabella en haar echtgenoot Amalrik I van Cyprus overleden in 1205 en opnieuw werd een minderjarig meisje, Maria van Monferrato, dochter van Koenraad en Isabella koningin van Jeruzalem. Zij werd uitgehuwelijkt aan Jan van Brienne, een ervaren krijger van in de zestig. Hij slaagde erin het schamele koninkrijk wat te stabiliseren en er werden zelfs plannen gemaakt Egypte te veroveren, maar de Vijfde Kruistocht kwam voor Damietta jammerlijk tot een einde.

## Jeruzalem herwonnen
In 1229 kwam keizer Frederik II, die door huwelijk met de erfprinses Yolande de titel koning van Jeruzalem mocht opeisen, door de Zesde Kruistocht en een geslaagde onderhandeling met de Ayyubiden sultan Al-Kamil nog korte tijd weer in bezit van de stad waar hij zich koning van noemde, maar deze hernieuwde aanwezigheid van de kruisvaarders in de Heilige Stad was kort van duur. De stad was vrijwel onverdedigbaar en viel in 1244 opnieuw in de handen van de Ayyubiden. De Zevende Kruistocht van Lodewijk IX van Frankrijk mocht daar geen verandering meer in brengen.

## Het einde
In de periode 1229 tot 1268 woonde de koning van Jeruzalem in Europa en liet zich door een baljuw vertegenwoordigen. De titel ging over op Koenraad IV van Duitsland en diens zoon Koenraad III van Jeruzalem.
In 1269 was er van het koninkrijk niet veel meer over en werd de kroon van Jeruzalem opgeëist door de koningen van Cyprus. Even nog gloorde er wat hoop voor de laatste kruisvaarders op het vasteland van Outremer toen de Mammelukken die Syrië beheersten door de Mongolen belaagd werden, maar nadat deze dreiging bezworen was namen de moslimvorsten wraak op de schamele resten van de kruisvaarderstaat. Ook na 1291 toen de laatste stad in het Heilige Land (Akko) onder sultan Khalil in handen van de moslims viel, bleven de koningen van Cyprus de titel koning van Jeruzalem voeren. Zij hielden zelfs twee aparte kroningsplechtigheden en maakten vele plannen voor een herovering van het Heilige Land, die echter nooit uitgevoerd werden. In 1489 kwam ook aan het koninkrijk Cyprus (en het koninkrijk Jeruzalem-in-ballingschap) een einde, toen het eiland door Venetië overgenomen werd. Spoedig daarna zou het belang van de handel op de Levant voorgoed verminderen omdat de Portugezen andere wegen naar het verre Indië ontdekt hadden.

### De titelkoning van Jeruzalem
Na het verlies van Jeruzalem werd de aanspraak op de titel koning van Jeruzalem vererfd. Omdat het een titel zonder reële macht was zijn er vijf erflijnen die aanspraak maken op deze koningstitel. Dit zijn de Oostenrijkse Habsburgers, twee verschillende lijnen binnen Bourbon, Wittelsbach, en de lijn van het huis Male.

## Het leven in het koninkrijk
De kruisvaarderrijken stonden bekend als Outremer, het Franse woord voor 'Overzee'. De latere generaties kruisvaarders die er opgroeiden beschouwden zichzelf eerder als auto- dan als allochtonen. Zij pasten zich aan aan hun omgeving, leerden Grieks, Arabisch en andere oosterse talen en trouwden met de plaatselijke bevolking zoals Grieken en Armeniërs.
Het koninkrijk was gestructureerd naar het feodale stelsel van het westen van Europa van die tijd, maar er waren belangrijke verschillen. Het land was maar klein en had maar weinig landbouwgrond. Het was veel meer verstedelijkt dan het grootste deel van het westen. De adel bezat wel land maar woonde toch liever in steden als Jeruzalem. De moslims hadden hun eigen versie van feodalisme dat de landbouw beheerste (de iqta) en de kruisvaarders lieten dat wijselijk intact. Hoewel in de stad de moslims blootstonden aan vervolging -in Jeruzalem mochten zij in het geheel niet komen- was dat op het platteland nauwelijks het geval. De christelijke adel regeerde meestal door middel van een plaatselijk rais, die geen militaire verplichtingen had. Het gevolg was dat de kruisvaarderlegers maar klein waren en voornamelijk uit de Frankische families uit de steden gerekruteerd werden.
De economie was eerder op handel dan op landbouw gebaseerd en de Italiaanse handelaars speelden daarin een grote rol. De handel strekte zich al gauw uit tot Europa en bracht er allerlei goederen uit Azië op de markt. Deze ontwikkeling leverde een belangrijke bijdrage tot de Renaissance in met name Italië.
Omdat de adel vooral in de stad woonde hadden zij een naar verhouding grote invloed op de koning. Er was zelfs zo iets als een haut cour, een soort adelsvertegenwoordiging, een van de eerste parlementaire ontwikkelingen in het christendom.
Het chronisch gebrek aan mankracht werd voor een deel opgevangen door de militaire ordes, zoals de tempeliers en de hospitaalridders. Hun hoofdkwartier was in Jeruzalem, maar zij kochten vaak land op dat de adel zich niet langer kon veroorloven. De paus kreeg zo grote grip op het koninkrijk omdat de ordes aan hem en niet aan de koning van Jeruzalem verantwoording verschuldigd waren.
Belangrijke historische bronnen over het koninkrijk zijn van de hand van Willem van Tyrus -aan christelijke zijde- en Usamah ibn Munqidh van moslim zijde.

## Vazalschappen
Er waren diverse vazalschappen, waarvan vier belangrijke, o.a.
- vorstendom Galilea
- leenschap Oultrejordain
- leenschap Sidon
- leenschap Toron
- graafschap Jaffa en Ascalon